# 핀란드어 위키백과
핀란드어 위키백과는 핀란드어로 된 위키백과이며, 2002년 2월 21일에 시작되었다. 현재 위키백과 중 24번째로 규모가 크며 2009년 4월 12일 20만 문서를 넘겼다. 2019년 9월 1일 기준 문서의 개수는 467,568개이며, 기호는 fi이다.